# Marianne (timbre-poste)
Pour les articles homonymes, voir Marianne (homonymie).
Marianne, allégorie de la République française, figure sur de nombreux timbres-poste modernes français ; la plupart sont des timbres d'usage courant émis depuis 1944, mais aussi quelques  timbres commémoratifs. 

## Timbres-poste modernes d'usage courant
Les femmes représentées sur les types Blanc, Mouchon et Semeuse portent le bonnet phrygien comme Marianne.
Liste des timbres identifiés comme type Marianne par l'administration postale française :
|                                                              |                                                             |                                                              |
| Marianne de Fernez, ou Marianne d'Alger (1944 - 1945)        | Marianne de Dulac (1944 - 1947)                             | Marianne de Gandon (1945 - 1955)                             |
|                                                              |                                                             |                                                              |
| Marianne de Muller (1955 - 1961)                             | Marianne de Decaris (1960 - 1965)                           | Marianne à la nef (1959 - 1961)                              |
|                                                              |                                                             |                                                              |
| Marianne de Cocteau (1961 - 1967)                            | Marianne de Cheffer (1967 - 1971)                           | Marianne de Béquet (1971 - 1978)                             |
|                                                              |                                                             |                                                              |
| Marianne de Briat, ou Marianne du Bicentenaire (1989 - 1999) | Marianne de Luquet, ou Marianne du 14 juillet (1999 - 2005) | Marianne de Lamouche, ou Marianne des Français (2005 - 2008) |
|                                                              |                                                             |                                                              |
| Marianne de Beaujard, ou Marianne et l'Europe (2008 - 2013)  | Marianne de la Jeunesse (2013 - 2018)                       | Marianne l'engagée (2018 - 2023)                             |
|                                                              |                                                             |                                                              |
| Marianne de l'Avenir (depuis 2023)                           |                                                             |                                                              |

La Liberté de Gandon d'après Delacroix (1981-1989) reprend le visage de la femme au bonnet phrygien guidant les révoltés du tableau d'Eugène Delacroix, La Liberté guidant le peuple.

### Principes
Les timbres postaux d'usage courant sont ceux qui permettent d'affranchir une lettre ne dépassant pas 20 grammes.
Les couleurs verte, rouge et grise sont employées dans ces séries pour reconnaître aisément les tarifs. 
De ces trois, le plus répandu est le timbre vert correspondant au tarif courant (standard) dit Lettre verte (J + 48 H), privilégié aujourd'hui par La Poste. Le rouge, plus cher que le vert (+ 0,15 €), permet un envoi dit Prioritaire (J + 24 H) qui nécessite une chaîne logistique conséquente (avec travail de nuit et transport par avion) d'un coût important pour l'entreprise, aussi La Poste ne favorise plus ce courrier Prioritaire et même semble le dissuader par un prix qui devient de plus en plus élevé à chaque nouvelle hausse de tarif. 
Le gris  est appelé Ecopli, il est légèrement moins cher que le vert et est destiné aux envois ne nécessitant pas de rapidité (en moyenne J + 3 à 5 jours). En réalité, le gris n'est jamais proposé spontanément par les préposés de La Poste, il faut le leur demander.
Ces 3 types de timbres ont un intérêt non négligeable : celui d'être à validité permanente (TVP), reconnaissables par l'absence d'indications tarifaires sur leur face. À ce titre, ils peuvent être utilisés à vie malgré les augmentations des tarifs postérieures à leurs émissions. Ceci est d'autant plus avantageux que les augmentations des tarifs deviennent récurrentes au 1er janvier de chaque nouvelle année.
En effet, afin d'essayer de compenser le manque à gagner dû à l'effondrement du courrier postal au profit du courrier électronique, la Poste a fortement  augmenté les tarifs ces dernières années : plus 40 % en  dix ans (2008-2018) pour le timbre rouge et plus de 23 % pour le timbre vert depuis son lancement (2011-2018).
En 2023, les timbres rouge et gris disparaissent.
Au 1er septembre 2023, le timbre standard vert est au tarif de 1,16 €, le timbre international violet à 1,80 € et le timbre "Services Plus" cyan à 2,95 €.

## Timbres commémoratifs
Les « timbres sur timbres » ou qui reprennent le dessin d'une Marianne émise sous forme de timbre d'usage courant ne sont pas repris ici. 
- Marianne serre la main à une femme américaine pour les 150 ans de la constitution des États-Unis (1937).
- Sur les timbres « Pour sauver la race » (65+25c en 1937, 90+30c en 1939), Marianne tient un enfant dans ses bras.
- Marianne accueille les rapatriés d'Espagne en 1938.
- Une Marianne enfourche Pégase pour la Libération en 1944.
- Marianne, œuvre originale de Salvador Dalí en 1978.
- Marianne debout sur la France pour le recensement de 1982.
- Marianne envoyant une lettre, œuvre originale de Jean Effel.
- « La France à ses morts », Marianne allégorique en 1985.
- Typographie (Marianne et la lettre « à » (1986).
- La communication : la femme au stylo par Bilal porte un bonnet phrygien.
- Le carnet « Personnages célèbres » de 1989 porte une effigie stylisée de Marianne pour symboliser le bicentenaire de la Révolution française.
- Une Marianne accompagne la croix de Lorraine pour le timbre célébrant le 50e anniversaire de l'appel du 18 juin 1940.
- Une Marianne rentre dans la composition symbolique du trentenaire de la constitution de 1958.
- Une Marianne de plain-pied est utilisée sur le timbre célébrant le corps préfectoral en 2000.

## Timbres d'artiste (art postal)
- Projet privé de timbre à l'effigie de Marianne par Bruno Bellamy[1]
- Représentation symbolique d'un timbre-poste : dentelure ondulée des timbres issus de carnets autocollant, mention « La Poste » et une effigie de Marianne.